# Інвестиційний форум міста Києва
Інвестиційний форум міста Києва щорічний форум, організований Київською міською державною адміністрацією.
Мета форуму — продемонструвати прозорість влади міста Києва та надати уяву про економічний та інвестиційний потенціал міста, залучити інвестиції для розвитку міста.

## 2016
Вперше відбувся 23 листопада 2016 у НСК «Олімпійський» відбувся Інвестиційний форум міста Києва, організований Київською міською державною адміністрацією.
Участь у форумі взяли зарубіжні та українські економісти, державні діячі, представники українського та міжнародного бізнесу, міжнародних фінансових організацій та фондів.
Обговорювались питання залучення інвестицій у міську інфраструктуру, енергоефективність, інтернет-технології, у промисловий сектор та нерухомість.

## 2017
У 2017 форум запланований на 26 вересня у конгресно-виставковому центрі «Парковий».
Форум сфокусується на майбутньому Києва як міжнародного туристичного напрямку та інвестиціях в інфраструктуру міського туризму.